# Prélude à la nuit
Prélude à la nuit était une émission musicale de Charles Imbert diffusée sur FR3 de 1977 à 1987 en toute fin de programme.
La musique du générique de Prélude à la nuit est de Jacques Ibert - Morceau : Escales : I. Rome-Palerme.
L'émission sera remplacée par Carnet de notes en 1987 avec la même thématique.